# ヴィルヘルム・マーストラン
ヴィルヘルム・マーストラン(Nicolai Wilhelm Marstrand、1810年12月24日 - 1873年3月25日）はデンマークの画家である。「デンマーク黄金時代」と呼ばれる時代を代表する画家の一人である。

## 略歴
コペンハーゲンの発明家、機械工場主の息子に生まれた。コペンハーゲンの首都学校(Metropolitanskolen)で学ぶが、学問に興味がなく16歳で退学し、父親の友人であった、デンマーク王立美術院の教授のクリストファー・エカスベアに勧められて、美術を学ぶことになった。1826年から1833年の間、エカスベアのもとで王立美術院で学んだ。
伝統的な美術アカデミーでは神話や歴史を題材にする「歴史画」が、一般的な人々の日常の姿を描く「風俗画」よりも高く評価されることが多かったがマーストランは風俗画を描くことを好んだ。王室のワイン商人で芸術家のパトロンのヴォーグペターセン（Christian Waagepetersen）が初期のマーストランの重要なパトロンとなり、マーストランはヴォーグペターセンの家の音楽会の情景を描いた。
画家としての評判は高くなったが、王立美術院の海外留学資金が与えられる展覧会の金賞は獲得できず、なんどか銀賞を受賞して、留学の資金を与えられることになった。1836年8月に、初めて外国に出た。ドイツを経由して、イタリアのローマを訪れ、イタリアには4年間滞在し、祭りなどの人々の姿を描いた。
1841年にデンマークに帰国し、1843年に王立美術院の会員となり、1848年には王立美術院の教授となり、教えた学生には、後に「スケーエン派」の代表的画家となるP.S.クロイヤー、ミカエル・アンカーがいて、他にカール・ハインリヒ・ブロク、クリスチャン・サートマンもマーストランの指導を受けた。
その後もしばしば、ヨーロッパ各地を、弟子のP.S.クロイヤーや版画家のアドルフ・キッテンドルフ、「ナショナル・ロマンティシズム」（national romanticism）を推進した、美術史家、批評家のホイエン(Niels Lauritz Høyen)を伴った。
文学作品を題材にすることもあり、『ドン・キホーテ』や劇作家、ルズヴィ・ホルベアの喜劇、『エラスムス・モンタナス』などを題材にして描いた。1850年に結婚し、家族の情景も題材となった。1867年に妻がなくなると宗教的な題材を描くこともあった。

## 作品

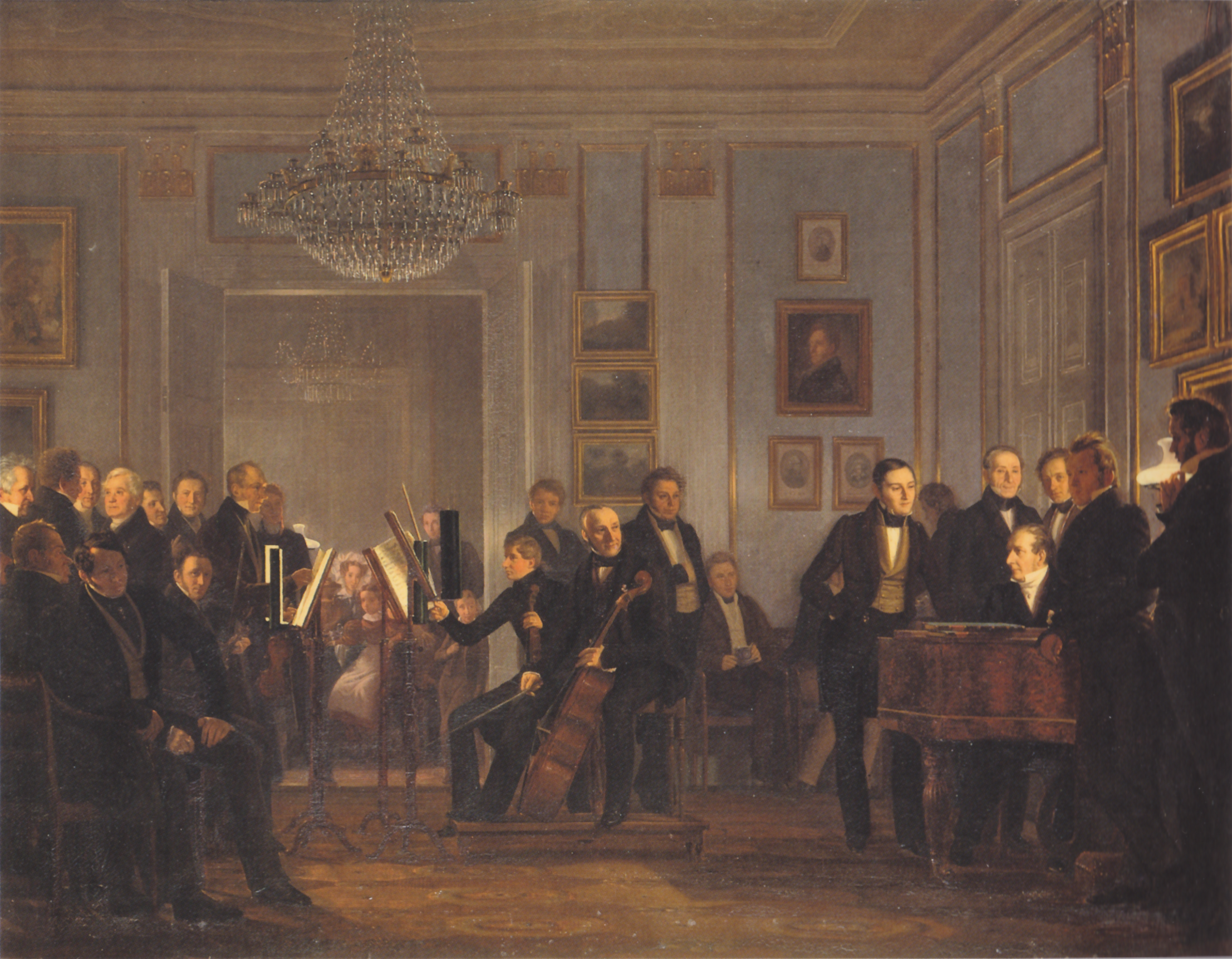
「ヴォーグペターセン邸での音楽会」(1834)
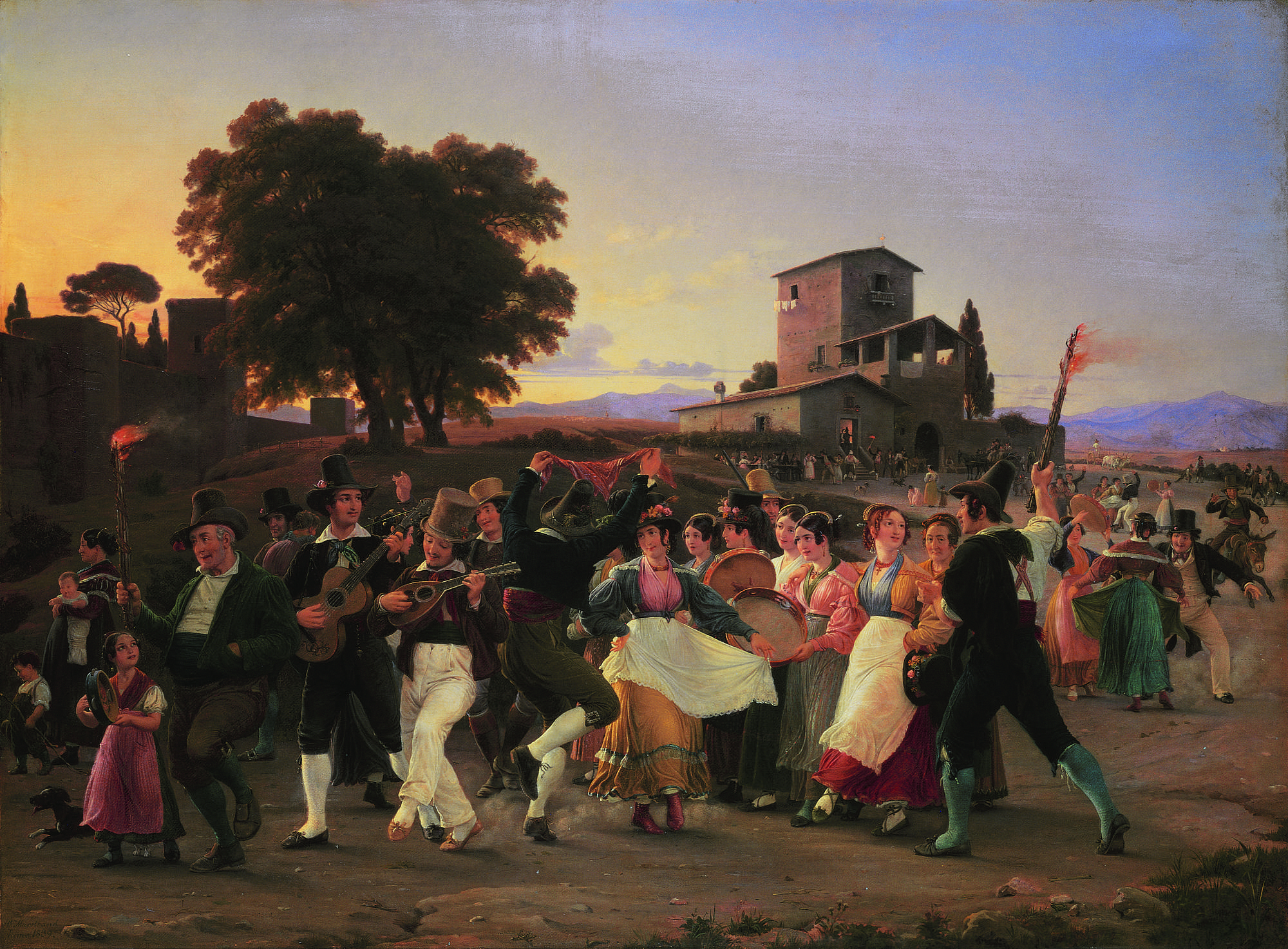
「10月の夕べ、ローマで楽しむ人々」(1839)
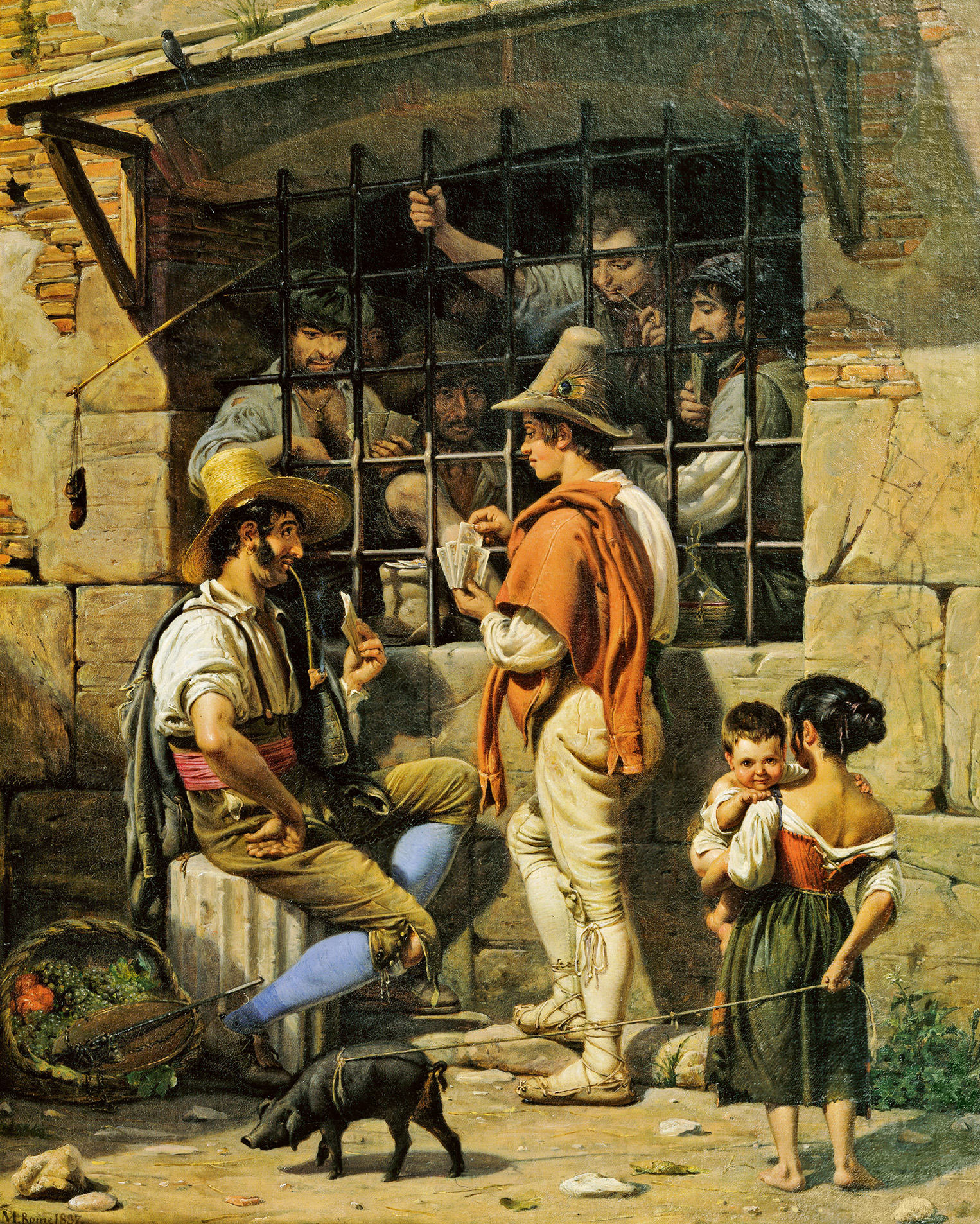
「ローマの監獄」
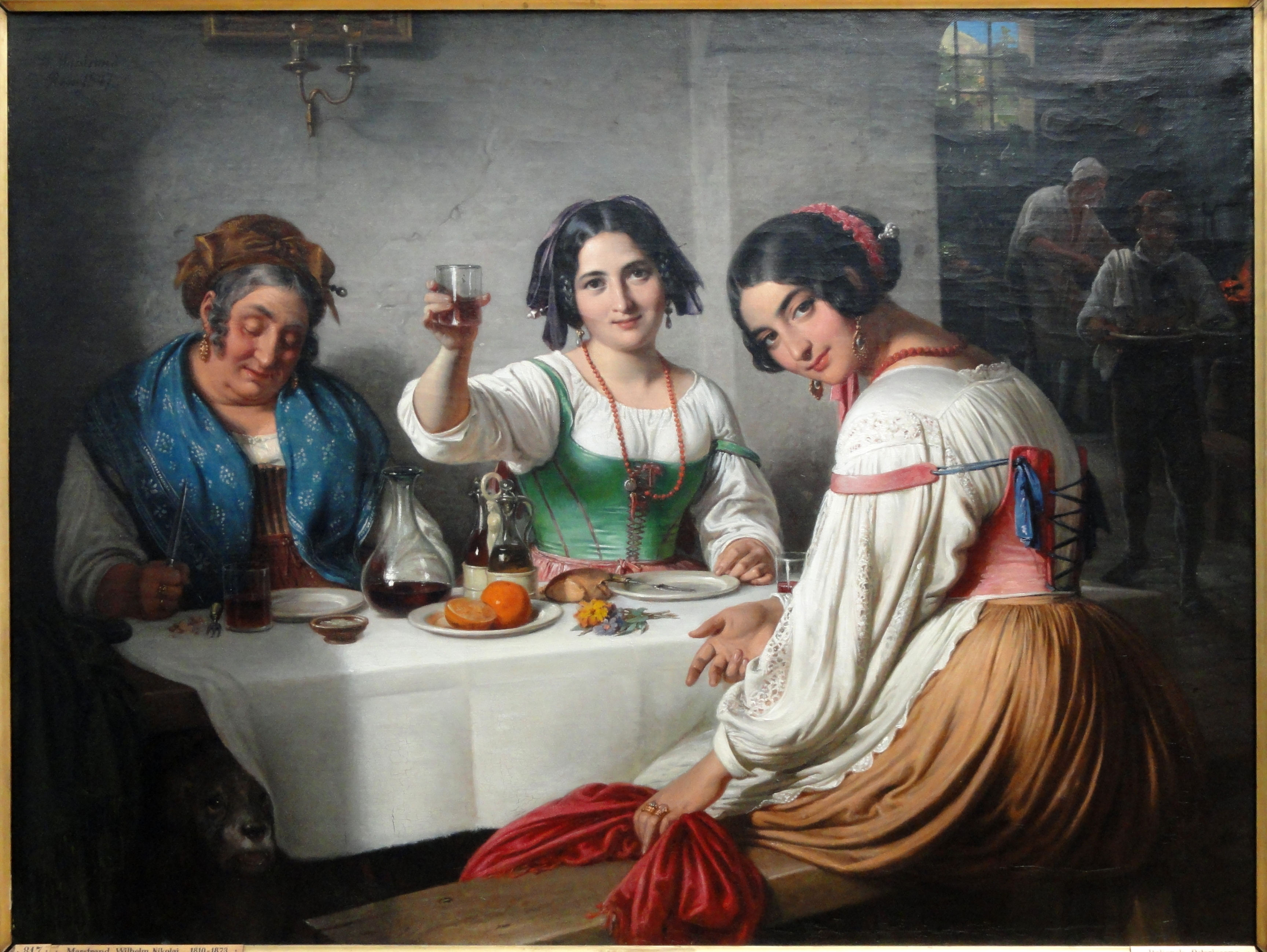
「オステリアで食事するイタリアの女性」
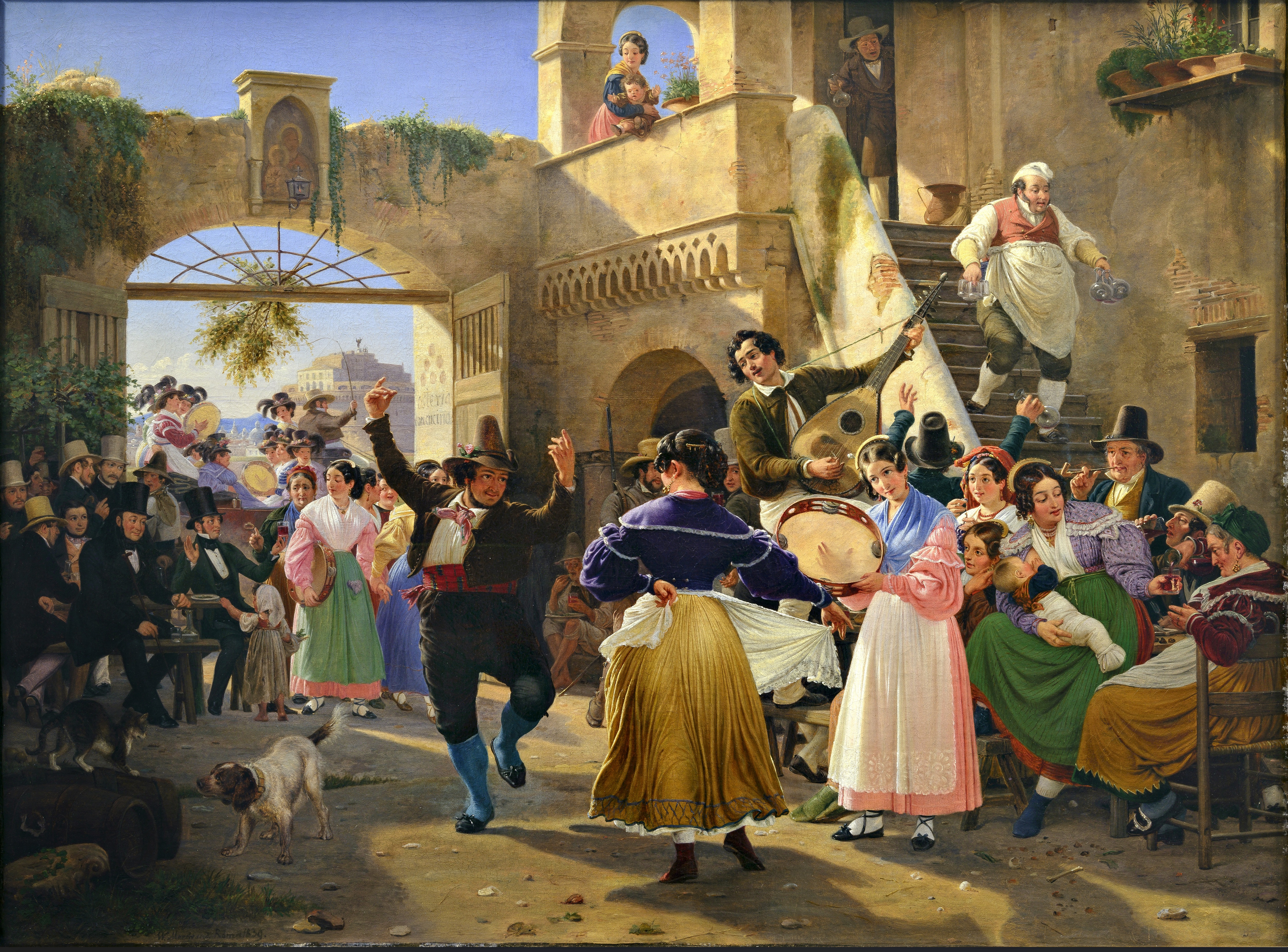
「ローマの人々」
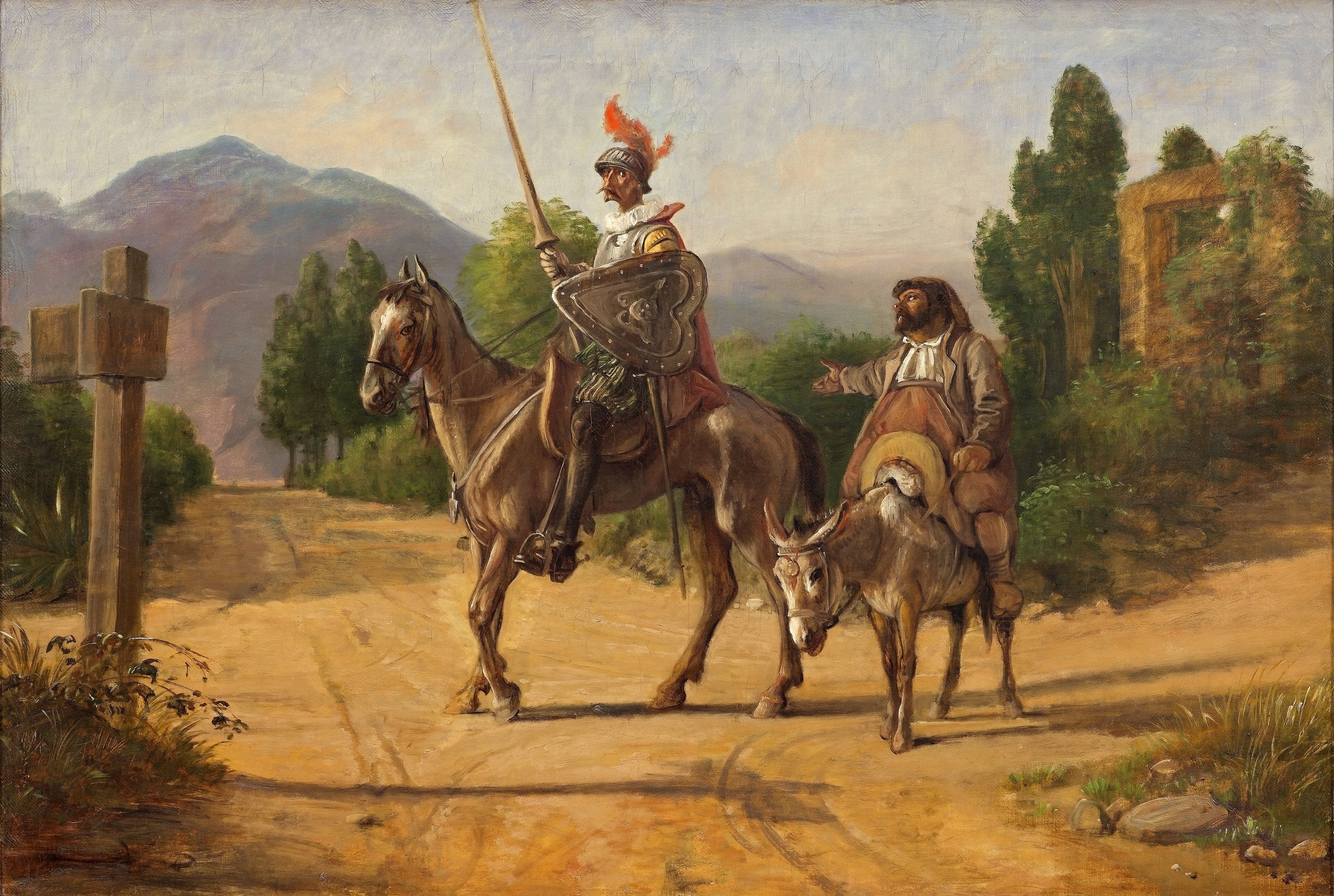
「ドン・キホーテとサンチョ」
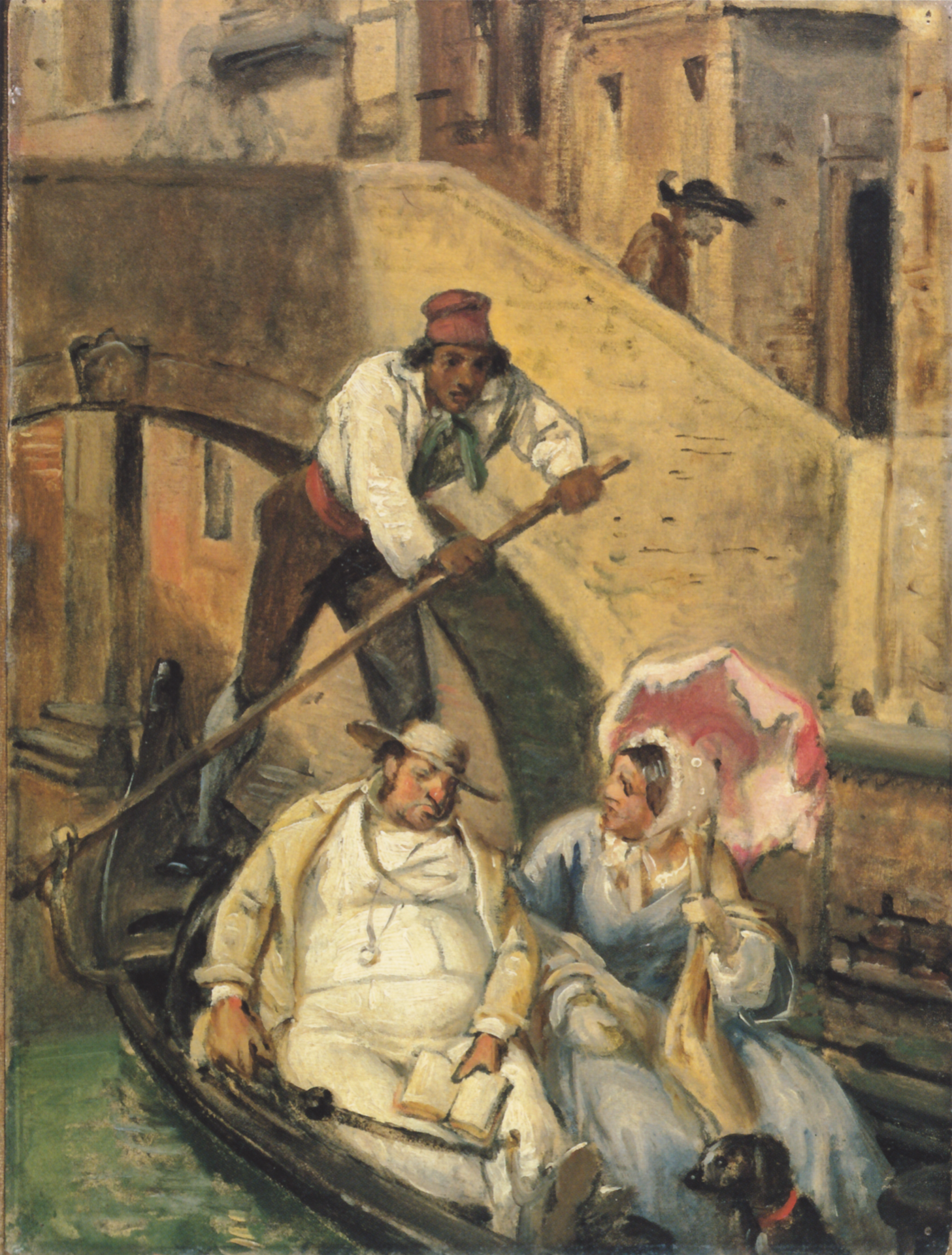
「ヴェネツアの旅」
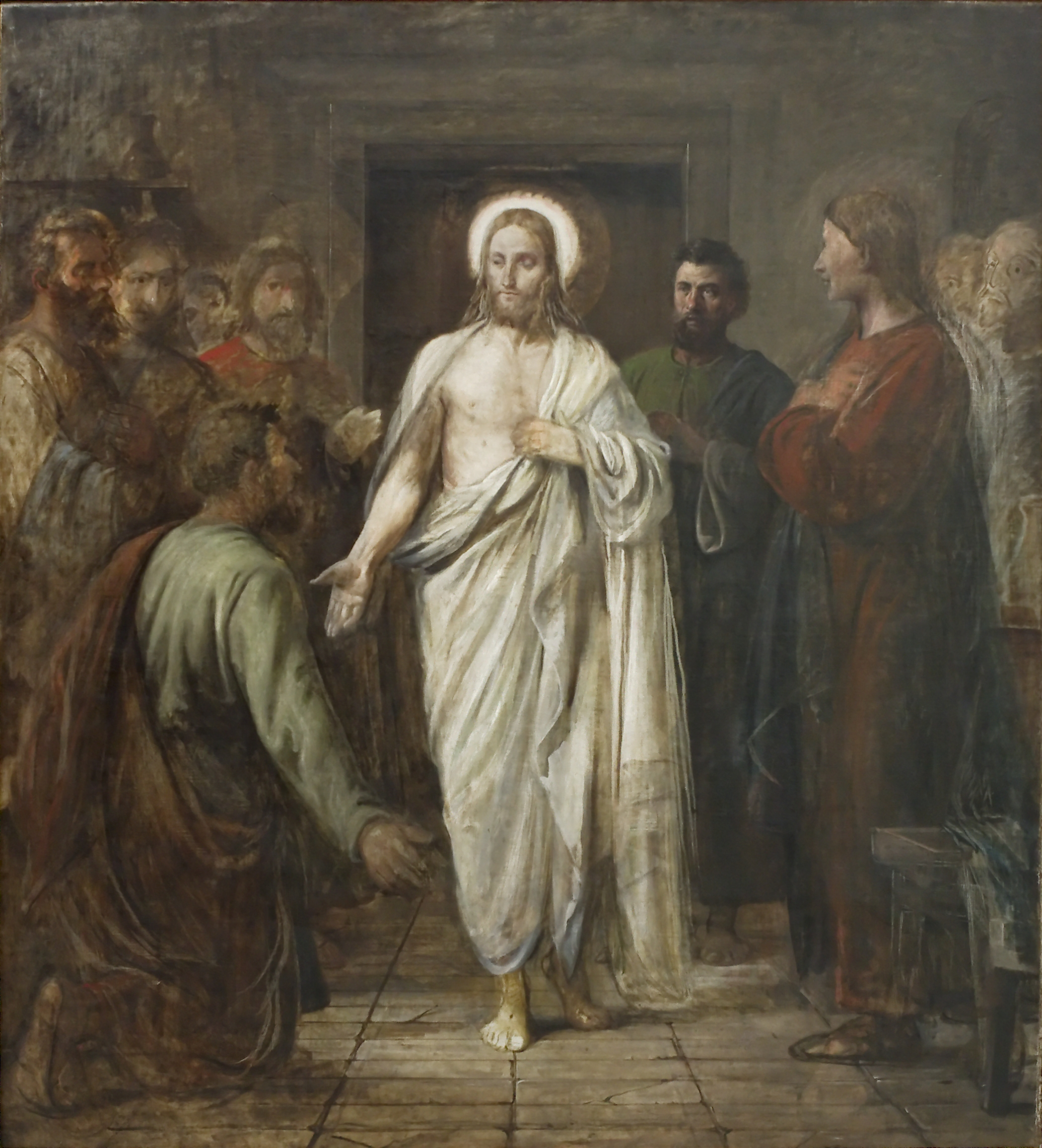
「キリストの復活を疑うトマス」
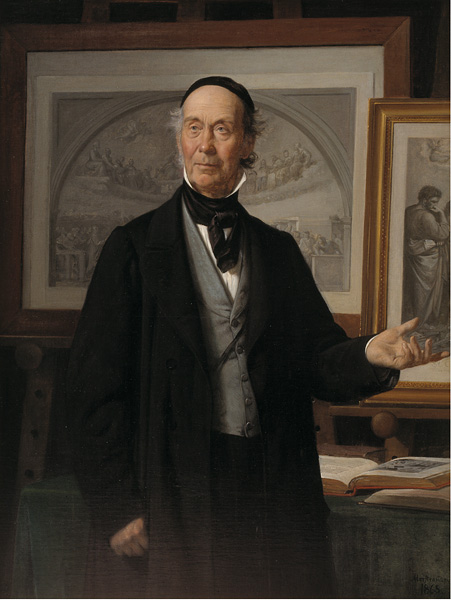
Høyen(美術評論家)の肖像(1868)